# Myza celebensis
Papa-mel-pequeno-de-celebes ou papa-mel-de-orelha-escura (Myza celebensis) é uma espécie de ave da família Meliphagidae.
É endémica da Indonésia.
Os seus habitats naturais são: regiões subtropicais ou tropicais húmidas de alta altitude.